# Balarampur (Purulia)
Balarampur è una suddivisione dell'India, classificata come census town, di 21.824 abitanti, situata nel distretto di Purulia, nello stato federato del Bengala Occidentale. In base al numero di abitanti la città rientra nella classe III (da 20.000 a 49.999 persone).

## Geografia fisica
La città è situata a 23° 7' 0 N e 86° 13' 0 E e ha un'altitudine di 299 m s.l.m..

## Società

### Evoluzione demografica
Al censimento del 2001 la popolazione di Balarampur assommava a 21.824 persone, delle quali 11.300 maschi e 10.524 femmine. I bambini di età inferiore o uguale ai sei anni assommavano a 3.063, dei quali 1.539 maschi e 1.524 femmine. Infine, coloro che erano in grado di saper almeno leggere e scrivere erano 12.641, dei quali 7.916 maschi e 4.725 femmine.